# Anopheles punctipennis
Anopheles punctipennis es una especie de mosquito del género Anopheles, de la familia Culicidae, orden Diptera. Fue descrita por Say en 1823.
Se distribuye por Panamá, Canadá, México y Estados Unidos. Las hembras adultas suelen habitar en sótanos, cuevas, árboles huecos, también en edificaciones abandonadas, durante la estación invernal. Las larvas de Anopheles punctipennis habitan en estanques permanentes y semipermanentes, márgenes de arroyos, barriles de agua (generalmente de lluvia) y otros como contenedores artificiales.
Esta especie es vector de Plasmodium vivax, uno de los protozoos causantes de la malaria.